# Шамье, Джордж
Джордж Шамье (англ. George Chamier, 8 апреля 1842, Челтнем — 25 апреля 1915) — новозеландский писатель, инженер-геодезист и шахматист-любитель. Дальние предки его семьи во время преследований гугенотов после отмены Нантского эдикта эмигрировали из Франции в Англию и Пруссию.
Младший брат шахматиста Эдварда Шамье.

## Основные сочинения
- Philosopher Dick, 1890 («Философ Дик»)
- A south sea siren, 1895 («Сирена южного моря»)
- The Story of a successful man, 1895 («История удачливого человека»)
- War and Pessimism, and Other Studies, 1911 («Война и пессимизм, и другие сочинения»)

## Шахматная деятельность
Сохранилась партия Дж. Шамье, которую он в 1885 г. проиграл Дж. Блэкберну в сеансе одновременной игры в Мельбурне.